# Dionisios Zakitinos
Dionisios Zakitinos (grec. Διονύσιος Ζακυθηνός; ur. 1905 w Liksuri, Kefalinia; zm. 16 stycznia 1993 w Atenach) – grecki historyk, bizantynolog, deputowany do greckiego parlamentu w latach 1974-1977. 

## Życiorys
Studiował filozofię na Uniwersytecie w Atenach. Naukę kontynuował na Sorbonie we Francji pod kierunkiem Charlesa Diehla. W latach 1939–1970 był wykładowcą na Uniwersytecie w Atenach. 
Jeden z najwybitniejszych badaczy Bizancjum w Grecji. W 1974 roku został wybrany do parlamentu greckiego, pełnił także funkcję ministra. 

## Wybrane publikacje
- Le despotat grec de Morée, t. 1-2, Paris 1932-1953.